# Saint-Urbain (Vendeia)
Saint-Urbain é uma comuna francesa na região administrativa da Pays de la Loire, no departamento de Vendéia. Estende-se por uma área de 16,39 km². Em 2010 a comuna tinha 1 883 habitantes (densidade: 114,9 hab./km²).